# Le Portel Communal Cemetery
Le Portel Communal Cemetery is een begraafplaats gelegen in de Franse plaats Le Portel (Pas-de-Calais). De militaire graven worden onderhouden door de Commonwealth War Graves Commission.
De begraafplaats telt 3 geïdentificeerde Gemenebest graven, waarvan een uit de Eerste Wereldoorlog en 2 uit de Tweede Wereldoorlog.